# Réaction d'homologation
Une réaction d'homologation est une réaction chimique qui transforme un réactif en membre suivant d'une série homologue, c'est-à-dire en un composant de la même famille chimique, et qui ne diffère en général que par un groupe (-CH2-) supplémentaire. Un réactif subit une homologation lorsque sa chaîne d'unités structurelles semblables est allongée. Les réactions d'homologation les plus communes augmentent le nombre d'unités méthylène (-CH2-) dans la chaîne saturée d'une molécule.

## Exemples
On compte parmi les réactions d'homologation :
- la synthèse de Kiliani-Fischer, où un aldose voit sa chaîne allongée par un procédé en trois étapes :
  1. une addition nucléophile d'un cyanure sur le groupe carbonyle terminal pour former une cyanohydrine ;
  2. une hydrolyse de la cyanohydrine donnant une lactone ;
  3. la réduction de cette lactone en son homologue aldose ;
- la réaction de Wittig entre un aldéhyde et la méthoxyméthylènetriphénylphosphine, qui produit un homologue aldéhyde ;
- la réaction d'Arndt-Eistert, homologation d'un acide carboxylique ;
- l'homologation d'ester de Kowalski, une alternative à la synthèse d'Arndt-Eistert. Elle a été utilisée pour convertir un ester α-aminé en ester β-aminé en passant par un intermédiaire ynolate[2] ;
- l'homologation de Seyferth-Gilbert où un groupe carbonyle terminal d'un aldéhyde est converti en alcyne terminal, puis hydrolysé pour former à nouveau un aldéhyde ;
- l'homologation d'une amine primaire en trois étapes :
  1. méthylation de l'amine primaire en ammonium quaternaire ;
  2. substitution par l'ion cyanure et perte de trialkylamine ;
  3. réduction du nitrile.

Certaines de ces réactions accroissent la chaîne carbonée de plus d'une unité.

## Réduction de  chaîne
De façon similaire, il est possible de réduire une chaîne carbonée : 
- la dégradation de Gallagher-Hollander (1946) permet de retirer une unité d'acide pyruvique à partir d'un acide carboxylique linéaire aliphatique, menant à un nouvel acide avec deux carbones de moins[3]. La publication originale pour cette réaction concernait la conversion de l'acide biliaire (1) via une série de réactions :  transformation en chlorure d'acyle (2) par réaction avec le chlorure de thionyle, puis formation d'une diazocétone (3) par réaction avec le diazométhane, formation d'une chlorométhylcétone  (4) par réaction avec l'acide chlorhydrique, réduction organique du chlore en méthylcétone (5), halogénation de cétone par réaction avec le dibrome (6), élimination par la pyridine pour former une énone (7) et enfin oxydation finale par le trioxyde de chrome pour former l'acide bisnorcholanique (8) et l'acide pyruvique ;

- la réaction de Hooker (1936) où la chaîne alkyle de certaines naphtoquinones (phénomène observé la première fois sur le lapachol) est réduite d'un groupement méthylène pour chaque oxydation par le permanganate de potassium[4],[5].